# Козелкине (станція)
Козелкине (рос. Козёлкино) — залізнична станція в Брянському районі Брянської області Російської Федерації.
Населення становить 27 осіб. Входить до складу муніципального утворення Стекляннорадицьке сільське поселення.

## Історія
Від 2005 року входить до складу муніципального утворення Стекляннорадицьке сільське поселення.

## Населення
1. Н/Д[2]